# Jaramillo Quemado
Jaramillo Quemado é um município da Espanha na província de Burgos, comunidade autónoma de Castela e Leão, de área  km² com população de 9 habitantes (2007) e densidade populacional de 0,87 hab/km².
Com 5 habitantes é desde 2016 o município menos povoado de toda a Espanha.

## Demografia
| Variação demográfica do município entre 1991 e 2004 | Variação demográfica do município entre 1991 e 2004 | Variação demográfica do município entre 1991 e 2004 | Variação demográfica do município entre 1991 e 2004 | Variação demográfica do município entre 1991 e 2004 |
| --------------------------------------------------- | --------------------------------------------------- | --------------------------------------------------- | --------------------------------------------------- | --------------------------------------------------- |
| 1991                                                | 1996                                                | 2001                                                | 2004                                                | 2016                                                |
| 16                                                  | 19                                                  | 15                                                  | 15                                                  | 5                                                   |